# Chorvátsky Grob
Chorvátsky Grob és un poble i municipi d'Eslovàquia que es troba a la regió de Bratislava, a l'extrem occidental del país, prop de la frontera amb Àustria.

## Història
La primera menció escrita de la vila es remunta al 1214.

## Demografia
| Godina             | 1994 | 2004    | 2014     | 2024    |
| ------------------ | ---- | ------- | -------- | ------- |
| Nombre de persones | 1518 | 1787    | 4794     | 7885    |
| Diferència         |      | +17,72% | +168,27% | +64,47% |

| Godina             | 2023 | 2024   |
| ------------------ | ---- | ------ |
| Nombre de persones | 7690 | 7885   |
| Diferència         |      | +2,53% |